# Walter Kaiser (Fußballspieler)

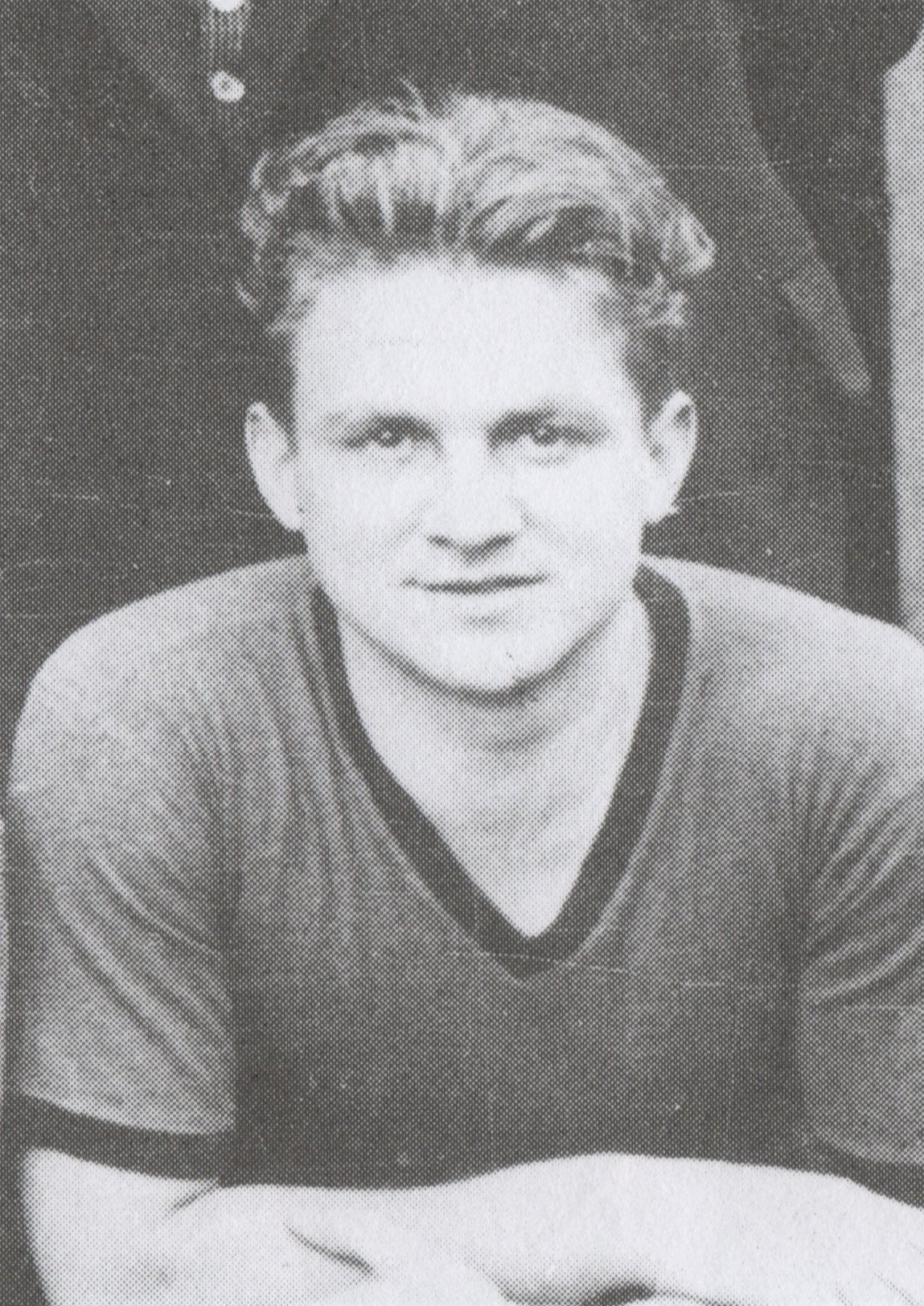
Walter Kaiser in den 1930er-Jahren

Walter Kaiser (* 2. November 1907 in Neuwied; † 25. Februar 1982 in Rennes) war ein deutscher Fußballspieler, der während eines Großteils seiner Karriere in Frankreich gespielt und später die französische Staatsangehörigkeit angenommen hat.

## Karriere
Der Stürmer begann mit dem Fußballspielen im heimatlichen Neuwied. 1930 kam er auf Empfehlung von Adolphe Touffait in die Bretagne und schloss sich dem Stade Rennais Université Club an, für den er in den folgenden neun Jahren antrat. Als in der Spielzeit 1932/33 in Frankreich eine professionelle Liga eingeführt wurde, gehörte der SRUC dieser Eliteklasse an und belegte in der Gruppe B bei Saisonende den sechsten Platz. Mit 15 Treffern wurde Walter Kaiser gemeinsam mit Robert Mercier vom Club Français Paris der erste Torschützenkönig der Division 1. 1935 stand Stade Rennes UC im französischen Pokalfinale, das es mit 0:3 gegen Olympique Marseille verlor. Kaiser fehlte in diesem Endspiel, weil er sich im Halbfinale gegen den SC Fivois bei einem Zusammenprall mit dem gegnerischen Torhüter den rechten Knöchel gebrochen hatte. Vorher war ihm allerdings noch ein Tor gelungen. Diese Verletzung behinderte ihn in den folgenden Jahren immer wieder; 1935/36 musste er sogar praktisch die gesamte Saison pausieren. Zeitweise arbeitete Kaiser für den SRUC auch als Spielertrainer und in der Vereinsgeschäftsstelle.
Im Sommer 1937 entschied sich Walter Kaiser dafür, bei diesem Klub zu bleiben, obwohl der in die Division 2 abgestiegen war. 1938/39 gelang ihm mit Rennes der Wiederaufstieg – allerdings war dieser praktisch wertlos, weil es die letzte offizielle Meisterschaftssaison vor dem Zweiten Weltkrieg war. Insgesamt erzielte der Rheinländer während seiner neun Jahre für den SRUC 41 Tore in 93 Ligapartien, elf (bei 16 Einsätzen) im Pokal und 94 in 55 Freundschaftsspielen, häufig gegen internationale Gegner. Außerdem spielte er auch für die westfranzösische Auswahlmannschaft.
Über Walter Kaisers sportliches und privates Leben während der deutschen Besetzung Frankreichs (1940 bis 1944) und nach der Befreiung des Landes ist nichts bekannt. Nach dem Krieg lebte er weiterhin in Rennes, wo er 1982 im Alter von 74 Jahren starb.